# Блен, Роже
Роже Блен (фр.  Roger Blin; 22 марта 1907, Нёйи-сюр-Сен — 21 января 1984, Эвекмон, Ивелин) — французский театральный режиссёр, актёр театра и кино, крупнейшая фигура французской сцены и экрана на протяжении нескольких десятилетий.

## Биография
Сын врача, учился на филолога, но обратился к театру и кино, хотя попутно занимался живописью, журналистикой, кинокритикой. В 1930-х входил в левую группировку «Октябрь» (Жак Превер, Жан Вилар, Барро и др.). Играл в театре Арто, работал с Жаном-Луи Барро, был близким другом и первым постановщиком драм Беккета, Ионеско, Жене. В кино снимался у крупнейших режиссёров 1920—1970-х годов.
Опубликована и переведена на несколько языков переписка Блена с Жене (1966).

## Избранные роли

### В кино
- 1925 — Наполеон (Абель Ганс)
- 1934 — Zouzou (Марк Аллегре)
- 1936 — Un grand amour de Beethoven (Абель Ганс)
- 1936 — На взгляд Запада (Марк Аллегре)
- 1936 — Жизнь принадлежит нам / La vie est à nous (Жан Ренуар)
- 1936 — Jenny (Марсель Карне)
- 1937 — Крепость тишины / La Citadelle du silence (Марсель Л’Эрбье)
- 1937 — Пиковая дама (Фёдор Оцеп)
- 1938 — La Tragédie impériale (Марсель Л’Эрбье)
- 1938 — Адриенна Лекуврёр (Марсель Л’Эрбье)
- 1938 — Entrée des artistes (Марк Аллегре)
- 1939 — Louise (Абель Ганс)
- 1941 — Вольпоне (Морис Турнёр)
- 1942 — Dernier Atout (Жак Беккер)
- 1942 — Les Visiteurs du soir (Марсель Карне)
- 1943 — Капитан Фракасс (Абель Ганс)
- 1943 — Ворон (Анри-Жорж Клузо) — Франсуа, раковый больной под № 13
- 1943 — Douce (Клод Отан-Лара)
- 1945 — Жизнь богемы / La Vie de bohème (Марсель Л’Эрбье)
- 1950 — Орфей (Жан Кокто)
- 1956 — Собор Парижской Богоматери (Жан Деланнуа)
- 1967 — Закон выжившего (Жозе Джованни)
- 1975 — Главное — любить (Анджей Жулавский)
- 1975 — Жить надо с риском / Il faut vivre dangereusement (Клод Маковски)
- 1979 — Подросток / L'Adolescente (реж. Жанна Моро) — Ромен, кузнец

### В театре
- 1935 — Ченчи, по Стендалю, пост. А. Арто
- 1937 — Нумансия, по Сервантесу, пост. Жан-Луи Барро
- 1939 — Гамлет, или Последствия сыновней преданности, Жюль Лафорг
- 1939 — Голод, по роману Кнута Гамсуна, обработка и постановка Жана-Луи Барро
- 1950 — Манёвры большие и малые, Артюр Адамов, пост. Роже Блена
- 1953 — В ожидании Годо, Сэмюэл Беккет, пост. Роже Блена
- 1957 — Конец игры, С. Беккет, пост. Роже Блена
- 1959 — Бесы, Альбер Камю по одноименному роману Ф. Достоевского, пост. Альбера Камю
- 1960 — Балкон , Жан Жене, пост. Питера Брука
- 1961 — Охранник, Гарольд Пинтер, пост. Роже Блена
- 1963 — Счастливые деньки, С. Беккет
- 1963 — Божественные слова, по Валье-Инклану, пост. Роже Блена
- 1969 — Монахини, Эдуардо Манет, пост. Роже Блена
- 1973 — Le Cochon noir, пьеса и постановка Роже Планшона
- 1977 — Lady Strass, Эдуардо Манет

## Режиссёрские работы
- 1947 — Пародия, Артюр Адамов
- 1950 — Манёвры большие и малые, Артюр Адамов
- 1953 — В ожидании Годо, Сэмюэл Беккет
- 1957 — Конец игры, С. Беккет
- 1959 — Негры, Жан Жене
- 1960 — Последняя лента Крэппа, С. Беккет
- 1960 — Le Lion, Амос Кеннан
- 1961 — Охранник, Г. Пинтер
- 1963 — Счастливые деньки, С. Беккет
- 1963 — Божественные слова, Валье-Инклан
- 1965 — Люди и камни, Жан-Пьер Фай
- 1966 — Ширмы, Ж. Жене
- 1969 — Монахини, Эдуардо Манет
- 1971 — Ночь убийц, Хосе Триана
- 1972 — Макбет, Шекспир
- 1974 — Эмигранты, Славомир Мрожек
- 1976 — Босман и Лена, Атол Фугард
- 1977 — Lady Strass, Эдуардо Манет
- 1978 — Minamata and Co, Осаму Такахаси
- 1981 — Президент, Томас Бернхард
- 1983 — Триптихи, Макс Фриш

## Признание
Большая Национальная театральная премия (1976).